# Cybocephalus mauritiensis
Cybocephalus mauritiensis là một loài bọ cánh cứng trong họ Cybocephalidae. Loài này được Vinson miêu tả khoa học năm 1959.